# Géodésique

Sur une sphère les géodésiques sont les grands cercles. La géodésique tracée en rouge réalise la plus petite distance possible entre les points P et Q. Pour u et v qui sont antipodaux, plusieurs géodésiques réalisent la distance minimale.

En géométrie, une géodésique est la généralisation d'une ligne droite du plan ou de l'espace euclidien, au cadre des surfaces, ou plus généralement des variétés ou des espaces métriques. Elles sont étroitement liées à la notion de plus court chemin relativement à un calcul de distance sur un tel espace. Ainsi, le plus court chemin (ou les plus courts chemins, s'il en existe plusieurs), entre deux points est toujours une géodésique. 
Mais plus précisément, on appelle géodésique une courbe qui, à l'échelle locale, relie les points en minimisant la distance. Et elle peut avoir un comportement global plus complexe, à l'exemple des grands cercles sur la sphère ou des hélices sur le cylindre. En outre, sur un espace donné, si on change la notion de distance, les géodésiques peuvent prendre une allure très différente.

## Introduction
À l'origine, le terme géodésique vient de géodésie (du grec gaïa « terre » et daiein « partager, diviser »), la science de la mesure de la taille et de la forme de la Terre. La géodésique désignait donc, pour des géomètres, le chemin le plus court entre deux points de l'espace (sous-entendu géographique).
La transposition aux mathématiques fait de la géodésique la généralisation de la notion de « ligne droite » aux surfaces et, plus généralement, aux « espaces courbes ». La définition de la géodésique dépendant donc du type d'« espace courbe », l'acception précédente n'y est plus vraie que localement dans le cas où cet espace dispose d'une métrique.
Le chemin le plus court entre deux points dans un espace courbe peut être obtenu en écrivant l'équation de la longueur de la courbe et en cherchant la valeur minimale pour cette valeur. De manière équivalente, on peut définir une autre valeur, l'énergie de la courbe et chercher à la minimiser, ce qui aboutit aux mêmes équations pour une géodésique. Intuitivement, on peut chercher à comprendre cette seconde formulation en imaginant, tendue entre deux points, une bande élastique. Si elle suit la géodésique, elle aurait une longueur minimale et donc une énergie minimale.
Les géodésiques sont souvent rencontrées dans le cadre de l'étude de la géométrie riemannienne et, plus généralement, des géométries métriques. En physique, les géodésiques décrivent le mouvement des particules libres, qui ne sont pas soumises à une force externe (autre que la gravitation dans le cadre de la relativité générale). Des exemples sont le chemin suivi par un rocher en chute libre, un satellite en orbite et la forme d'une orbite planétaire, qui sont tous décrits par des géodésiques de la théorie de la relativité générale. Par contre, la trajectoire d'une fusée en route pour la Lune n'est pas une géodésique à cause de la force de poussée exercée quand son moteur est allumé.

## Exemples

### Géodésique d'une surface de l'espace

Exemple de tracé de géodésique sur un tore. De son point de vue d'habitant de la surface, l'insecte se déplace constamment « en ligne droite ». Cette géodésique très particulière se recoupe plusieurs fois puis se referme. Beaucoup d'autres ne se referment jamais.

Les exemples les plus familiers de géodésiques sont les lignes tracées sur des surfaces en dimension 3. Elles tentent de généraliser la notion de ligne droite sur une surface plane. On observe qu'un vélo roulant sur une surface plane sans changer de direction suit une ligne droite. Si le vélo se déplace sur une surface non plane sans  que le cycliste ne tourne le guidon, le vélo suivra une géodésique. 
Cette vision intuitive se traduit par la définition mathématique suivante: 
Soit un arc régulier, tracé sur une nappe régulière de l'espace, l'arc est une géodésique si sa courbure géodésique est constamment nulle.
Il existe d'autres manières de caractériser une géodésique. Une géodésique est une courbe tracée sur une surface dont la normale principale est normale à la surface. Une ligne géodésique est une ligne qui possède, en tout point qui n'est pas un point d'inflexion, un plan osculateur normal à la surface en ce point.
On démontre que, sur une surface donnée, s'il existe une courbe de longueur minimale joignant deux points, cette courbe suit toujours une géodésique. Mais une géodésique ne correspond pas toujours à un chemin de longueur minimale.
Par exemple, les géodésiques d'un cylindre de révolution sont les méridiens, les parallèles et les hélices circulaires. Il existe une infinité d'hélices circulaires passant par deux points A et B du cylindre de révolution non situés sur un même parallèle mais une seule courbe de longueur minimale joignant A et B (si le milieu de [AB] n'est pas sur l'axe de rotation). 
Les géodésiques d'une sphère sont ses grands cercles. Le chemin le plus court entre un point A et un point B sur une sphère est donné par la plus petite portion du grand cercle passant par A et B. Si A et B sont aux antipodes (comme le pôle Nord et le pôle Sud), il existe une infinité de plus courts chemins.
Les géodésiques possèdent les deux propriétés d'unicité suivantes :
- par un point d'une surface, il existe une et une seule géodésique de tangente donnée ;
- par deux points de la surface assez voisins, il existe une seule géodésique passant par ces points ; cette géodésique correspond alors au chemin de longueur minimale joignant ces points.

### Géographie
Un repère géodésique (système géodésique) est une façon de repérer un lieu proche de la surface terrestre (par exemple par la latitude et la longitude). C'est un repère en trois dimensions (un planisphère n'en a que deux) dans un repère euclidien.
Si on assimile la Terre à une sphère, les géodésiques sont des arcs de cercle aussi nommées « arcs de grand cercle », ou « orthodromies ». Ce n'est qu'une approximation de la réalité, la forme de la Terre étant proche de celle d'un ellipsoïde de révolution.

### Physique

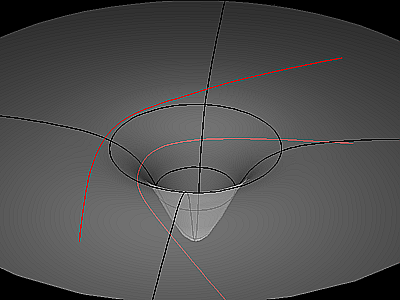
Représentation de trois types de géodésiques dans un champ de gravitation. La première (en noir) correspond à un corps initialement au repos et qui tombe directement vers la source du champ de gravitation. La seconde (en noir, également), circulaire, correspond à un corps en orbite, comme une planète autour du Soleil par exemple. La dernière enfin (en rouge) correspond à un corps venant de loin et dont la trajectoire est déviée par la présence d'un champ de gravité. C'est le cas de la lumière d'une étoile passant à proximité du Soleil à cause de l'effet de lentille gravitationnelle.

En physique, la géodésique est une généralisation de cette application terrestre. Une particule qui n'est soumise à l'action d'aucune force, mais est astreinte à se déplacer sur une surface, décrit par inertie une géodésique de cette surface ; cette même particule, sous l'action d'un champ de force, possède une énergie mécanique constante, et sa trajectoire, ou son orbite, est donc astreinte à se tenir sur la surface équipotentielle définie par cette énergie. Et en vertu du principe de moindre action, sa trajectoire est une géodésique de cette surface. Au lieu, en somme, d'avoir un obstacle matériel à contourner, il s'agit, par exemple, d'un champ de force modifiant la trajectoire.
Les sondes Voyager ont, par exemple, suivi un itinéraire spatial courbé, comme sur l'image ci-contre, à chaque passage à proximité d'une planète. Leur trajet, qui pourrait être comparé à une forme de spirale, est cependant le chemin le plus rapide.
La relativité restreinte, en reliant la matière à l'énergie, a permis d'appliquer le concept de géodésique à des éléments qui semblaient y échapper, comme la lumière.
Cela se concrétise, par exemple en astrophysique, par le fait que la présence d'une étoile, entre une source de lumière et un observateur, courbe le trajet optimal que la lumière doit effectuer pour arriver jusqu'à lui.
La relativité générale, en reliant le temps à un espace « courbe », a permis de lier la notion d'orbite et celle de géodésique. L'orbite de la Terre autour du Soleil est donc son chemin logique dans l'espace-temps à cause de la combinaison de son élan (interprété comme un effet centrifuge en physique galiléenne) et de la courbure de l'espace-temps à proximité de l'étoile (interprétée comme l'effet centripète en physique galiléenne).

## Déclinaison de la définition selon le contexte

### Définition générale
La notion d'espace de longueur donne un cadre axiomatique général dans lequel la notion de géodésique peut être définie et qu'on retrouve dans différents contextes comme les variétés riemanniennes ou les espaces métriques. Un espace de longueur est un espace topologique X sur lequel on définit un ensemble {\displaystyle {\mathcal {C}}} de courbes continues, qui sont dites admissibles et auxquelles on attribue une longueur. L'application longueur {\displaystyle L:{\mathcal {C}}\rightarrow \mathbb {R} ^{+}} doit vérifier un certain nombre de propriétés naturelles, comme l'additivité par juxtaposition de deux courbes consécutives.
Une courbe {\displaystyle \gamma :[a,b]\to X} est qualifiée de minimisante lorsqu'elle réalise le minimum de la longueur entre ses extrémités {\displaystyle \gamma (a),\gamma (b)} ; on parle également de plus court chemin entre ces points.
Une géodésique est une courbe localement minimisante. C'est-à-dire qu'autour de chacun de ses points, il existe un voisinage auquel sa restriction est minimisante.

### Géométrie métrique
En géométrie métrique, une géodésique est une courbe qui suit partout localement la distance minimale. Plus précisément, une courbe paramétrique γ: I → M depuis l'intervalle unité I vers l'espace métrique M est une géodésique s'il existe une constante v ≥ 0 telle que, pour tout {\displaystyle t\in I}, il existe un voisinage J de t dans I tel que pour tous {\displaystyle t_{1},t_{2}\in J} l'on ait :
Un espace métrique est dit géodésique si deux quelconques de ses points sont toujours reliés par au moins une géodésique.
Cela généralise la notion de géodésique pour les variétés riemanniennes. Cependant, en géométrie métrique, les géodésiques considérées sont presque toujours équipées d'une paramétrisation naturelle, ce qui se définit par le fait que v = 1 et

### Géométrie (pseudo-)riemannienne
Sur une variété pseudo-riemannienne, une géodésique M est définie par une courbe paramétrée régulière {\displaystyle \lambda \mapsto \gamma (\lambda )} qui transporte parallèlement son propre vecteur tangent.
Pour comprendre intuitivement ce que cela signifie, on peut imaginer un avion de ligne qui vole à altitude constante autour de la Terre de Paris à Pékin par le chemin le plus court. Du point de vue des passagers, la direction de l'avion est en permanence la même. À la fin du voyage, les passagers n'ont jamais ressenti d'accélération qui leur aurait fait changer de direction. D'après eux, ils ont pris le chemin le plus court. Néanmoins, si on considère le référentiel centré sur la Terre, le vecteur décrivant la vitesse de l'avion a changé de direction au cours du temps pour suivre la forme de la planète. Ces variations étaient cependant perpendiculaires en tout point au plan tangent à la sphère terrestre puisqu'aucune variation tangentielle n'a lieu. Cette modification du vecteur vitesse de l'avion de façon adaptée à la géométrie dans laquelle il se déplace correspond précisément à ce qu'on entend par transport parallèle. Dans le cas d'une surface incluse dans l'espace de dimension 3, une géodésique parcourue à vitesse constante est une courbe telle que l'accélération du point mobile est perpendiculaire au plan tangent à la surface. Il n'y a pas d'accélération latérale qui aurait fait dévier le point mobile de sa trajectoire. 
En termes mathématiques, cela s'exprime de la manière suivante, avec γ(λ) la courbe paramétrée représentant la géodésique et en notant par
le vecteur tangent à la courbe (le vecteur vitesse si on identifie λ avec le temps dans le référentiel du voyageur) dans le référentiel correspondant aux coordonnées xμ
où ∇ est la connexion de Levi-Civita sur M (équivalente à la dérivée covariante). Cette relation exprime que la dérivée de la vitesse V dans le plan tangent le long de la trajectoire (dans la direction V elle-même) est nulle. Autrement dit, l'opérateur Vμ∇μ représente l'accélération le long de γ(λ), et on exprime le fait que cette accélération le long de la courbe est nulle. En particulier, il n'y a pas d'accélération normale à la géodésique susceptible de l'incurver.
À partir de cette définition et de l'expression des composantes de la connexion de Levi-Civita, on obtient l'équation des géodésiques :
Les géodésiques sont donc, dans la variété, des courbes paramétriques répondant à cette équation différentielle. Les Γα
γβ sont les symboles de Christoffel, qui dépendent directement du tenseur métrique g : ils représentent la déformation infinitésimale de l'espace par rapport à un espace plat.

L'équation géodésique est également l'équation d'Euler-Lagrange associée à l'énergie de la courbe :
Comme le Lagrangien {\displaystyle L(\lambda ,\gamma ,V)=g_{\gamma }(V,V)} est indépendant du temps λ, le hamiltonien se conserve le long des géodésiques. Or, ici, le hamiltonien est égal au Lagrangien, qui est, lui-même, égal au carré de la norme de la vitesse. On conclut que la vitesse se conserve le long des géodésiques, en accord avec leur absence d'accélération.

## Géodésique périodique
La recherche des géodésiques périodiques a motivé le développement de la géométrie riemannienne. Une des questions concerne l'estimation asymptotique pour une variété riemannienne compacte (M,g) du nombre de géodésiques périodiques inférieures à une longueur donnée L. Ces géodésiques sont les points critiques de la fonctionnelle d'énergie définie sur l'espace des lacets de la variété (avec par exemple une régularité de Sobolev). Pour une métrique riemannienne générique, une minoration a été obtenue en 1981 en fonction de la topologie globale de l'espace des lacets.
Une croissance exponentielle a été mise en évidence par Katok en 1988 pour les surfaces orientées de genre supérieur à 1[réf. nécessaire]. Par ailleurs, il a été démontré en 1993 que pour toute métrique sur la sphère bidimensionnelle, ce nombre est supérieur à un terme en L/log(L)[réf. nécessaire].